# 静岡市立安西小学校

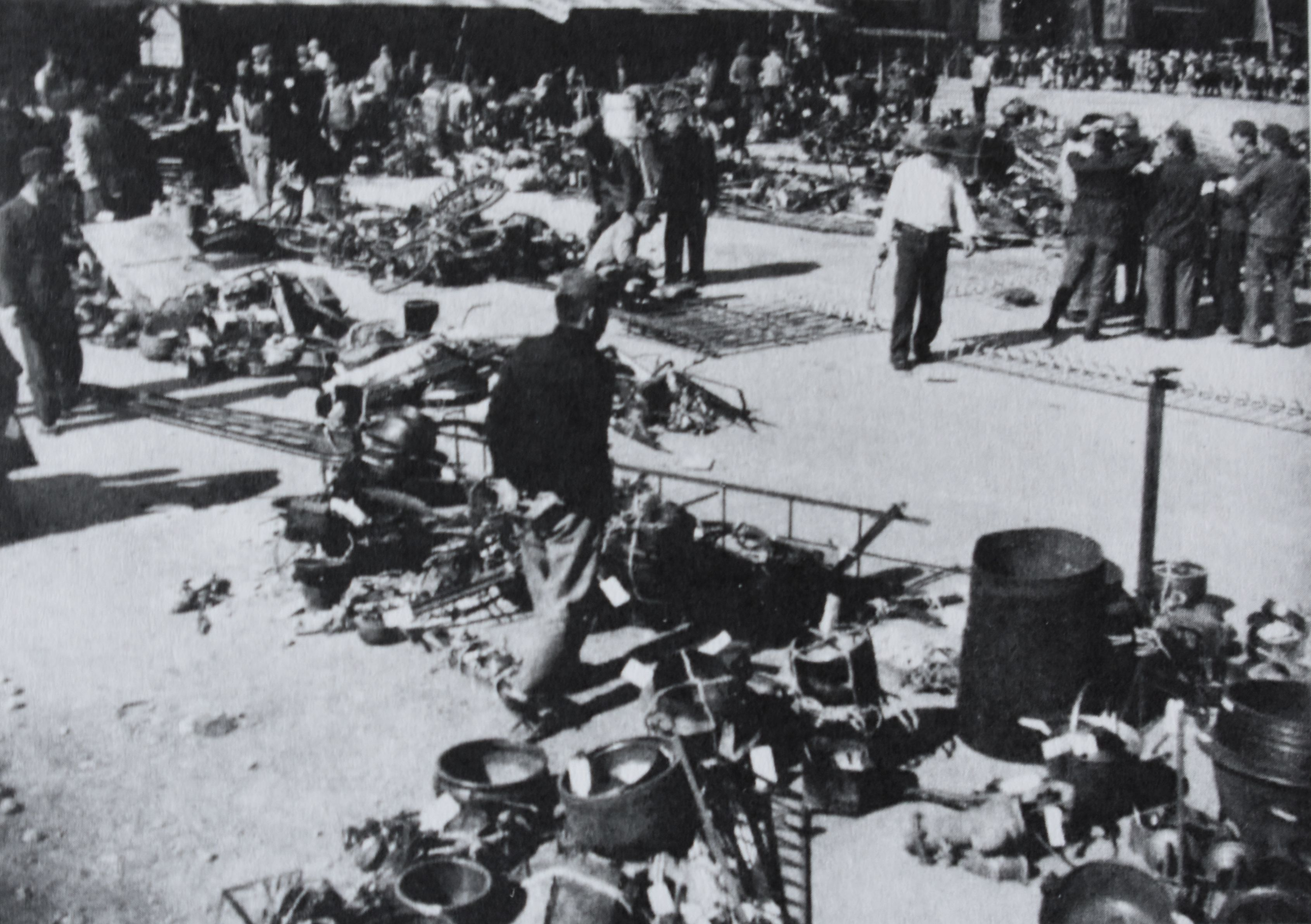
昭和17年（1942年）頃の安西国民学校校庭での「金属回収」

静岡市立安西小学校（しずおかしりつ あんざいしょうがっこう）は、静岡県静岡市葵区安西一丁目にある公立小学校。

## 沿革
- 1915年（大正4年）3月31日 - 静岡安西尋常小学校として開校[2]。
- 1929年（昭和4年）3月31日 - 静岡市立安西尋常小学校に改称。
- 1941年（昭和16年）4月1日 - 国民学校令施行により静岡市安西国民学校に改称。
- 1947年（昭和22年）4月1日 - 静岡市立安西小学校に改称。
- 1986年（昭和61年）11月28日 - 70周年記念誌「あんざい」発刊（2000部）。
- 2014年（平成26年）11月 - 創立100周年記念式典を静岡市民文化会館で行う。記念誌「あんざい」発行。

## 通学区域
葵区

| - 安倍町 - 安西一丁目・二丁目 - 井宮町 - 片羽町 - 北番町 | - 神明町 - 八千代町 - 若松町 - 末広町 - 水道町 |

## 出身者
- 長谷川房雄 - 東北大学名誉教授
- 片山栄次 - 元プロ野球選手
- 上野精三 - 第12回選手権（夏の甲子園）優勝投手・元慶應義塾大学野球部監督
- 粳田　保 - 静岡商業～法政大学～日軽金野球選手

## アクセス
- しずてつジャストライン安倍線・美和大谷線・中原池ヶ谷線 「赤鳥居 浅間神社入口」停留所から、徒歩2分